# Attilio Beltramino
Attilio Beltramino IMC (* 19. März 1901 in Volvera; † 3. Oktober 1965 in Tosamaganga, Distrikt Iringa, Tansania) war ein italienischer Ordensgeistlicher und römisch-katholischer Bischof von Iringa.

## Leben
Attilio Beltramino trat 1919 der Ordensgemeinschaft der Consolata-Missionare bei. Nach dem Studium der Philosophie und der Katholischen Theologie empfing er am 5. April 1924 das Sakrament der Priesterweihe. Anschließend war Beltramino als Missionar in Nyeri tätig, bevor er nach Tanganjika entsandt wurde. Am 18. Februar 1936 bestellte ihn Papst Pius XI. zum Apostolischen Präfekten von Iringa.
Am 8. Januar 1948 wurde Attilio Beltramino infolge der Erhebung der Apostolischen Präfektur Iringa zum Apostolischen Vikariat erster Apostolischer Vikar von Iringa. Zudem ernannte ihn Papst Pius XII. zum Titularbischof von Thuburnica. Der Apostolische Delegat für Britisch-Ostafrika und Britisch-Westafrika, Erzbischof David Mathew, spendete ihm am 27. Mai desselben Jahres die Bischofsweihe; Mitkonsekratoren waren der Apostolische Vikar von Daressalam, Edgar Aristide Maranta OFMCap, und der Apostolische Vikar von Nyeri, Carlo Maria Cavallera IMC. Beltramino wurde am 25. März 1953 infolge der Erhebung des Apostolischen Vikariats Iringa zum Bistum erster Bischof von Iringa.
Unter der Leitung von Attilio Beltramino wurden mehrere Schulen und das Priesterseminar St. Paul im Bistum Iringa errichtet. Beltramino nahm an der ersten und zweiten Sitzungsperiode des Zweiten Vatikanischen Konzils teil.